# Ligne 13 de la CPTM
La ligne 13 - Jade de la CPTM comprend la section du réseau métropolitain délimitée entre la gare d'Engenheiro Goulart et la gare d'Aeroporto–Guarulhos, en passant par la gare Guarulhos-Cecap, également à Guarulhos.
Il s'agissait de la première ligne entièrement construite et exploitée par CPTM, qui a commencé à fonctionner le 31 mars 2018, initialement en phase de test.

## Histoire

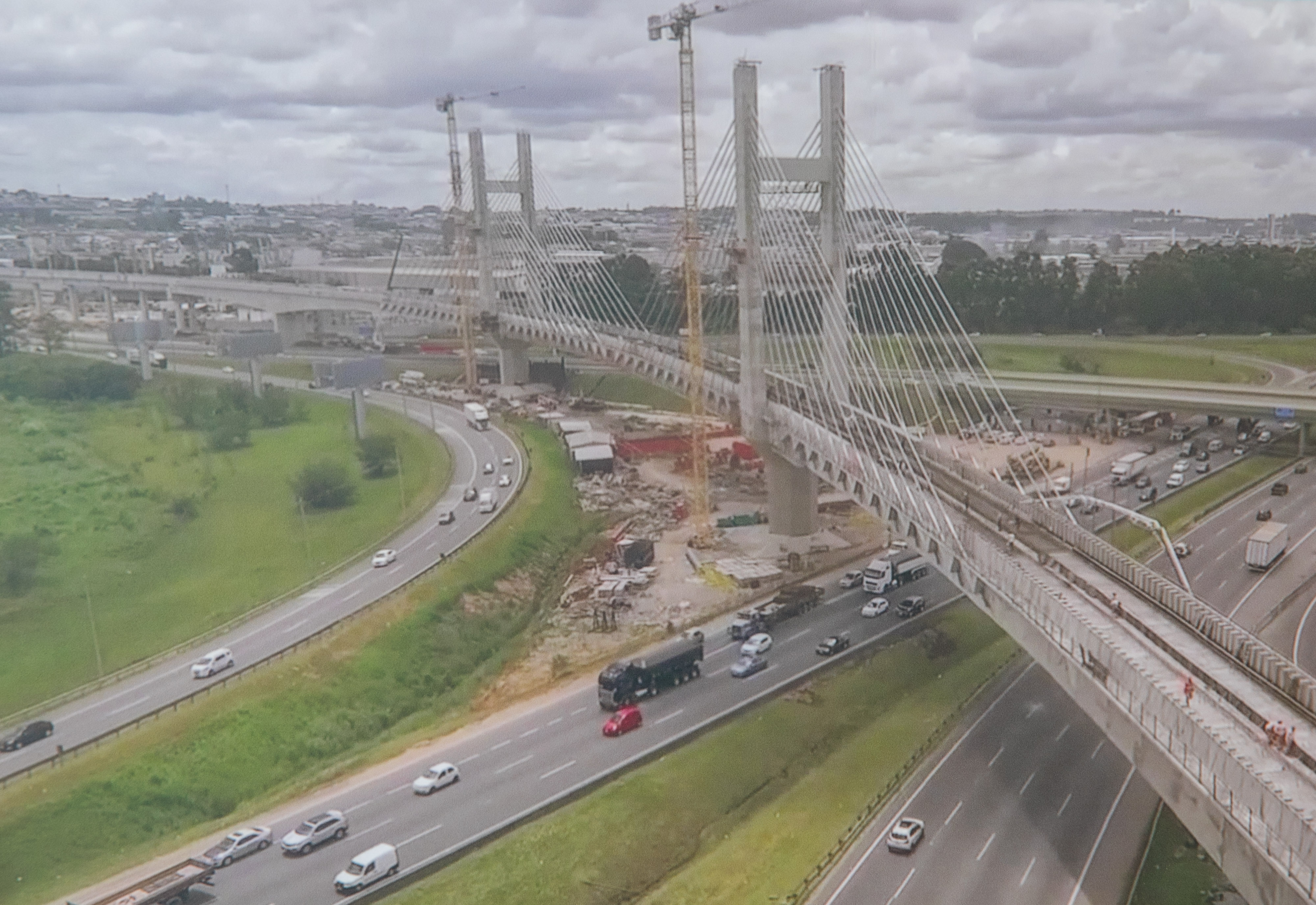
Construction du viaduc à haubans de la ligne 13, sur les autoroutes Ayrton Senna (SP-070) et Hélio Smidt (SP-019).

Depuis le début des années 2000, le gouvernement de São Paulo prévoyait de construire une ligne de train reliant Guarulhos au reste du réseau métropolitain,. Au départ, deux services de transport de passagers n’avaient pas progressé :
- Train de Guarulhos : actuelle ligne 13 - Jade, une ligne de train métropolitain exploitée par CPTM et composée de trois gares (Brás, Engenheiro Goulart et Zezinho Magalhães-CECAP) ;
- Express Aéroport : ancienne ligne 14 - Onyx, une ligne de train exclusive entre Brás et l'aéroport, exploitée par le secteur privé (PPP), avec un tarif différent, un espace pour les bagages et enregistrement dans les gares. Après quelques tentatives de soumission sur le projet, le CPTM a abandonné l'Express Aéroport, alléguant le manque d'intérêt du secteur privé, l'incertitude quant à l'expansion de l'aéroport de Guarulhos et la concurrence du projet avec le TGV Rio-São Paulo[6].

En 2012, le projet de train Guarulhos a été repris et renommé Ligne 13 - Jade. La phase I a été définie avec 12,2 kilomètres de longueur et trois stations (Engenheiro Goulart, Guarulhos–Cecap et Aeroporto–Guarulhos), faisant partie de l'itinéraire effectué en surface (4,3 km) et un autre en aérien (7,9 km).

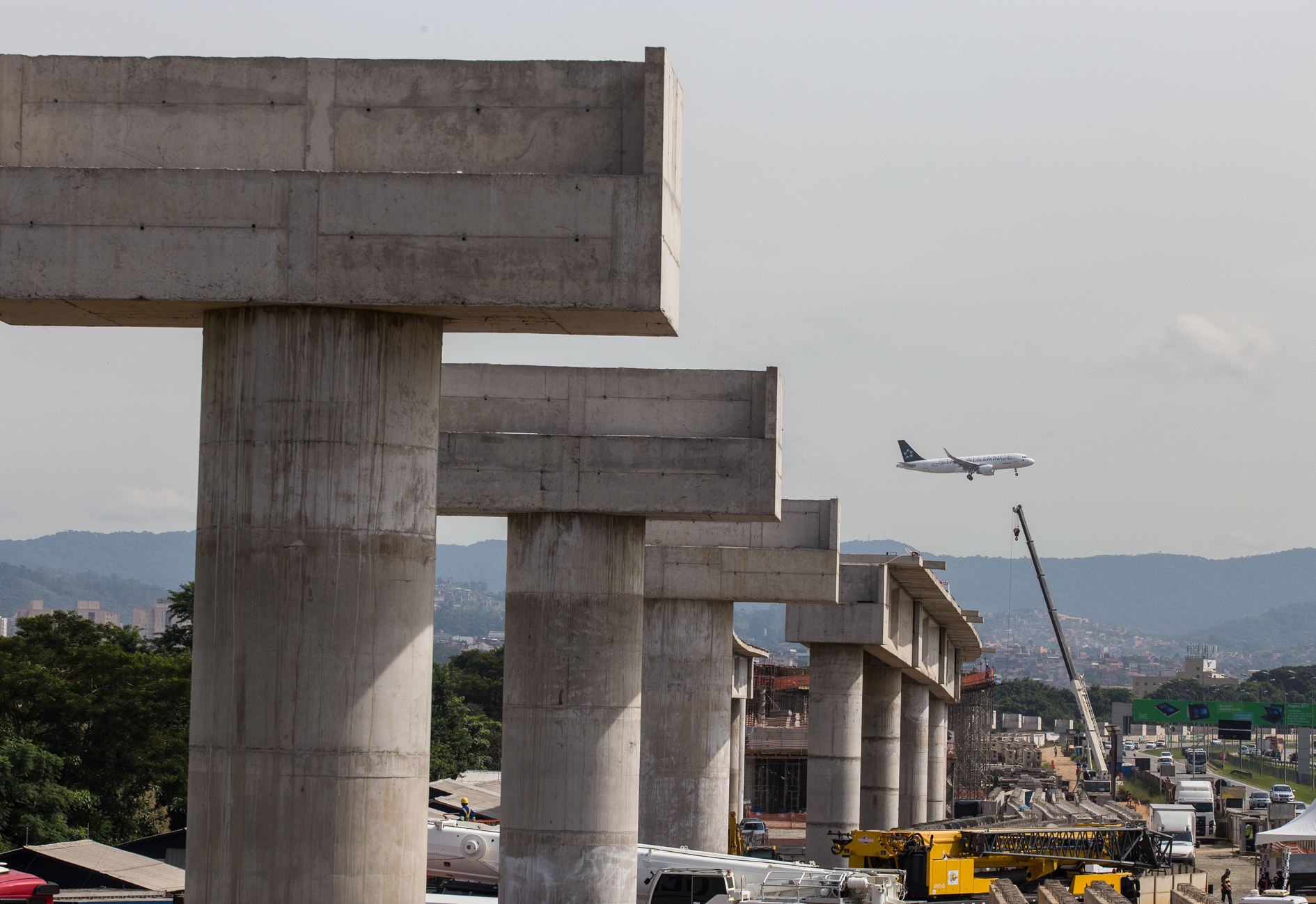
Construction du tronçon aérien de la ligne 13 à Guarulhos

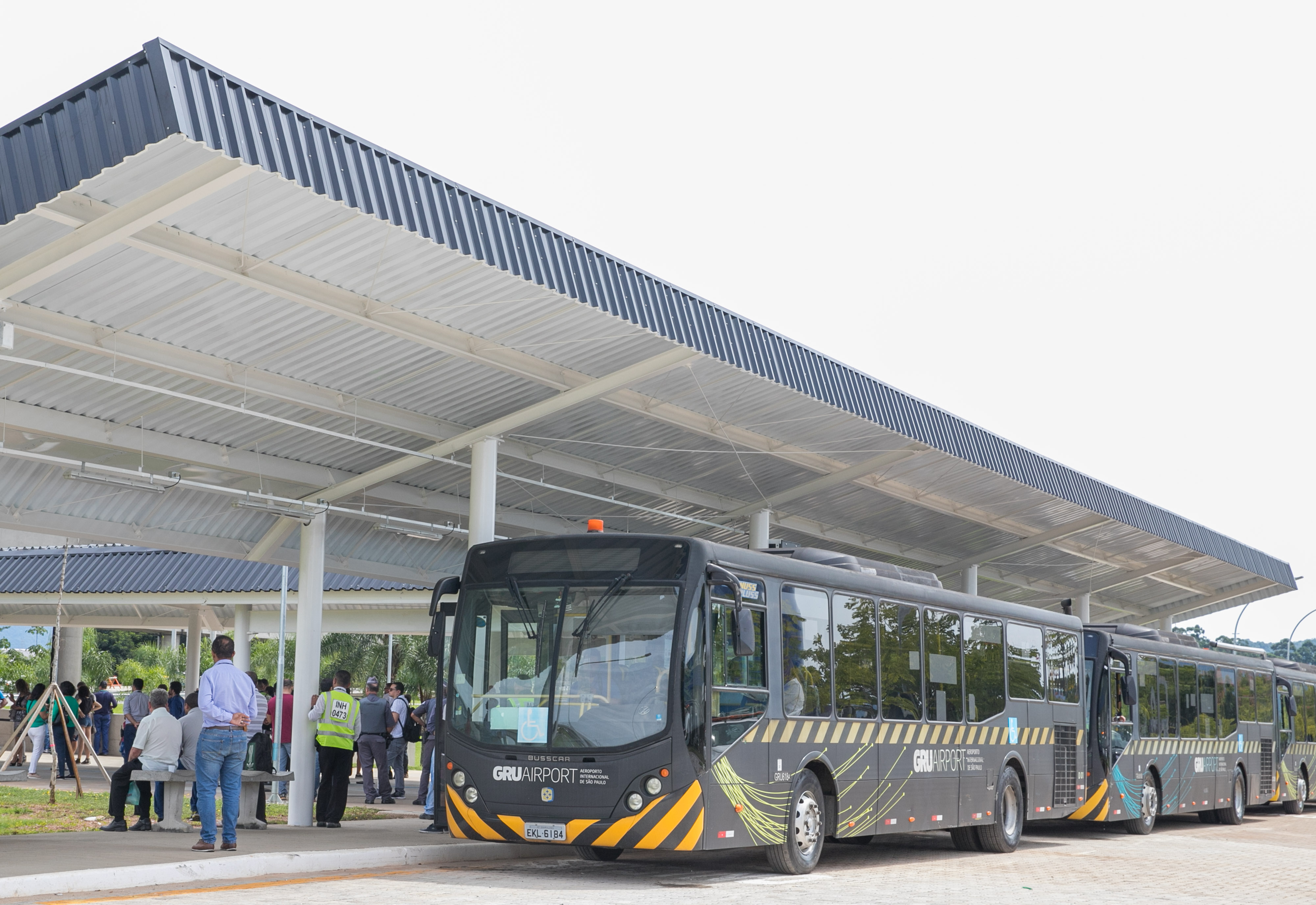
Bus du GRU Airport pour la navette gratuite entre la gare d'Aeroporto et les terminaux.

Le projet initial prévoyait la construction de la gare d'Aeroporto–Guarulhos très proche du terminal 2, le plus fréquenté de l'aéroport, mais le concessionnaire de l'aéroport a revendiqué l'utilisation de la zone pour la construction future d'un centre commercial. Ainsi, la station a été relocalisée près du Terminal 1, avec un faible mouvement et à environ deux kilomètres du Terminal 2. Le concessionnaire s'engage à assurer le transport gratuit vers les autres terminaux les plus fréquentés.
Fin 2012, le dossier d'appel d'offres pour les travaux a été lancé et après plusieurs mois de contestation judiciaire par les entreprises intéressées par les travaux, l'offre de 1,1 milliard de R $ a été divisée en quatre lots, remportés par deux consortiums :
- Consortium HFTS Jade (Helleno et Fonseca-Trail-Spavias), lots 1 et 3 ;
- Consortium CST Ligne 13 - Jade (Consbem-Serveng-TIISA), lots 2 et 4 ;

En décembre 2013, le gouvernement de São Paulo a commencé les travaux, peu de temps après le déblocage des fonds PAC par le gouvernement fédéral.
En mai 2016, le consortium formé par les sociétés chinoises CRRC Qingdao Sifang et la société brésilienne Temoinsa, a remporté l'appel d'offres international pour la production de huit nouveaux trains pour desservir la ligne 13 - Jade. Les rames séries 2500, formeront la première série d'origine chinoise de la société et commenceront à être livrées en 2019.
Le 31 mars 2018, après un peu plus de quatre ans de construction, la première phase de la ligne a été inaugurée par le gouverneur de l'époque, Geraldo Alckmin, fonctionnant initialement le week-end de 10 h à 15 h,. Entre le 30 avril et le 3 juin 2018, le service a été prolongé en semaine, également de 10 h à 15 h. Après cette période, il a commencé à fonctionner en même temps que les autres lignes CPTM, avec une collecte de prix normale.
À la gare d'Aeroporto–Guarulhos une passerelle a été construite qui relie le terminal 1 de l'aéroport de Guarulhos, d'où part un bus sous la responsabilité du concessionnaire qui gère l'aéroport, qui traverse tous les autres terminaux, transportant gratuitement les utilisateurs.
Parallèlement aux travaux de la phase I, le CPTM a ouvert un appel d'offres pour le développement du projet fonctionnel d'extension de la ligne à Guarulhos (phase II).

## Matériel roulant

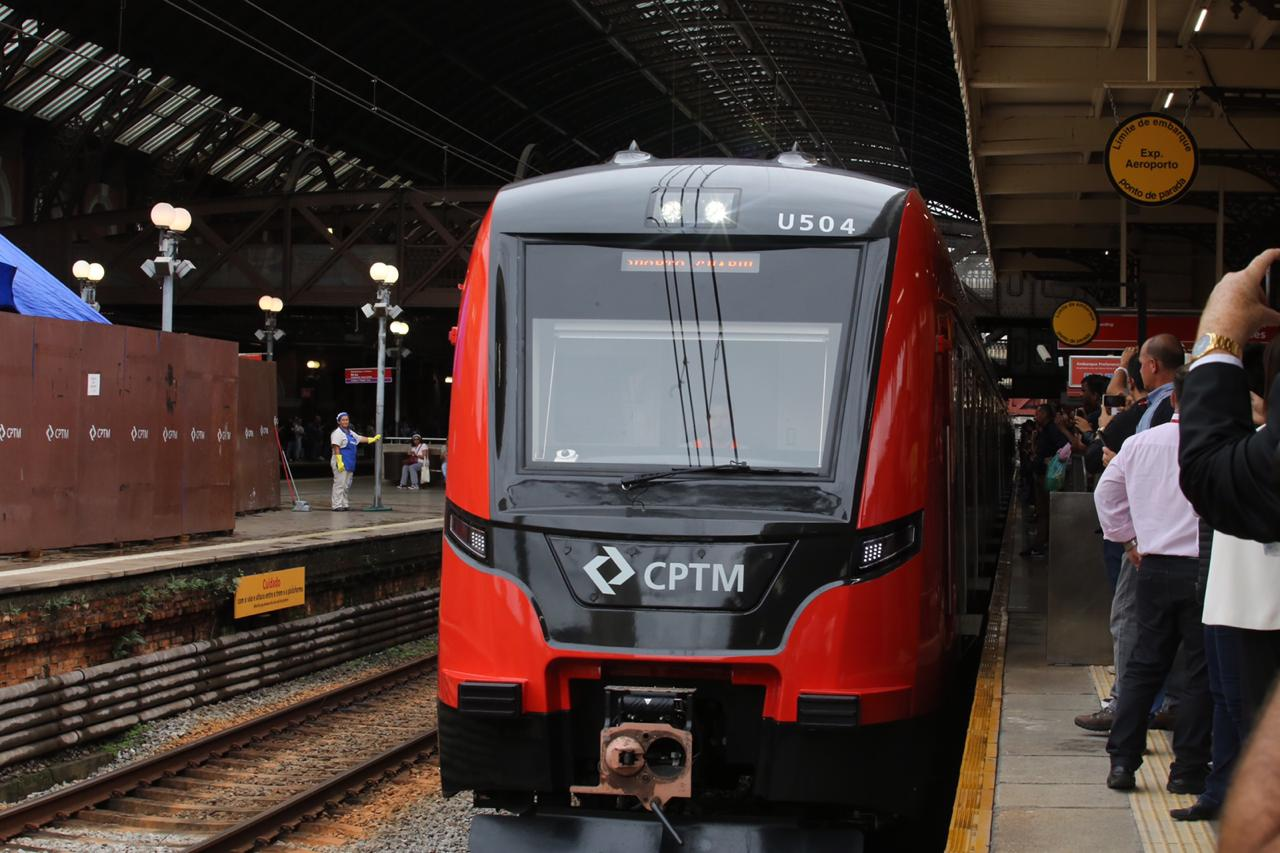
Premier train de la série 2500 livré à la ligne 13.

Lors de l'inauguration et pendant toute la durée de l'opération assistée (test), des unités de la série 9500 ont desservi la ligne dans la liaison entre la gare d'Aeroporto Guarulhos et la gare d'Engenheiro Goulart (arrivants, provisoirement, à partir de la ligne 7 - Rubis). Deux trains simples (plus une réserve) ont voyagé à 30 minutes d'intervalle. Au fur et à mesure que l'horaire était allongé, l'intervalle diminuait, l'inauguration du service Connect et de l'Express Aéroport, plus de trains étaient nécessaires pour cette ligne. Comme la série 9500 doit renouveler la flotte de la ligne 7 - Rubis (avec la priorité d'abaisser les anciens trains de la série 1100), la CPTM a choisi de ramener les 9500 à sa ligne d'origine (ligne 7 - Rubis), et de déplacer les unités série 9000 pour la ligne de l'Aéroport (il s'agissait de la ligne 11 - Corail, faisant l'objet d'un processus de renouvellement de flotte pour les unités série 8500).
Aujourd'hui, la ligne 13 - Jade est desservie par six trains de la série 9000, dont la ligne 13 - Jade, Connect et Express Aéroport.
La ligne 13 - Jade dispose d'une flotte exclusive: appelée « Série 2500 », huit unités sont déjà en construction et seront intégrées à la ligne 13 - Jade d'ici avril 2020, selon les plans de la CPTM.

## Services express

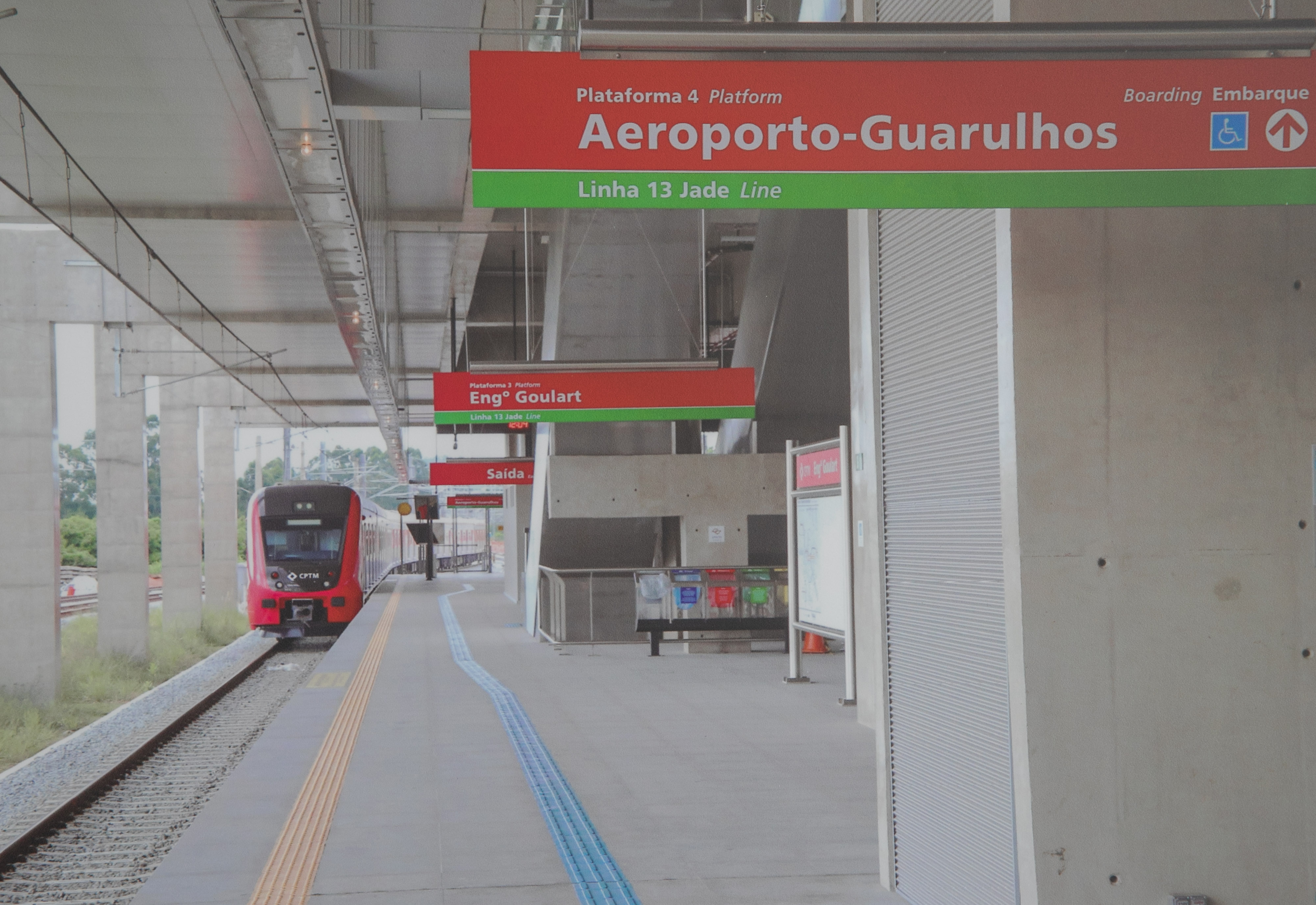
Composition alignée sur le quai de la gare d'Engenheiro Goulart.

### Connect
Depuis le 3 octobre 2018, les utilisateurs disposent du service Connect, avec des trains au départ de la gare du Brás vers la gare d'Aeroporto–Guarulhos à des heures prédéterminées, sans nécessiter de transferts à la gare d'Engenheiro Goulart. Les trains circulent sur les lignes des lignes 13 et 12, sur un trajet d'environ 35 minutes, avec des arrêts aux stations Tatuapé, Engenheiro Goulart et Guarulhos–Cecap.

### Express Aéroport
Le 16 octobre 2018, le service Expresso Aeroporto, Airport Express ou Express Aéroport est entré en service, qui transporte les usagers directement entre la gare de la Luz et la gare d'Aeroporto–Guarulhos à cinq heures prédéterminées dans chaque direction, sans arrêts intermédiaires, cependant en facturant le reste du réseau de métro et ferroviaire. Ce service permet aux utilisateurs de l'aéroport d'accéder aux lignes 7 - Rubis, 11 - Corail, 1 - Bleue et 4 - Jaune depuis la gare de la Luz, sous réserve d'un nouveau tarif.

## Gares
- Engenheiro Goulart
- Guarulhos-CECAP
- Aeroporto–Guarulhos

## Prolongement de ligne
Le CPTM a déjà exprimé son intérêt pour le prolongement de la ligne jusqu'à la station Chácara Klabin, où elle serait reliée aux lignes de métro 2 - Verte et 5 - Lilas. On a également évoqué la possibilité que la ligne continue jusqu'à la future gare de Parque da Mooca, où l'interconnexion se ferait avec les lignes 6 - Orange et 10 - Turquoise. Il y a aussi le projet de la future gare de Tiquatira, qui sera reliée aux lignes 2 - Green et 12 - Safira,.
À l'autre pointe de la ligne à Guarulhos, le projet prévoit le prolongement aux quartiers Jardim São João et Bonsucesso. Au total, il y aura quatre autres gares dans la municipalité, à savoir Jardim dos Eucaliptos, São João, Presidente Dutra et Bonsucesso,. On prévoit également la construction d'une station intermédiaire, Hélio Smidt, située entre les stations Guarulhos-Cecap et Engenheiro Goulart, toujours dans la municipalité de Guarulhos.
En mai 2019, du fait que la gare la plus proche de l'aéroport est toujours située à plus d'un kilomètre des deux terminaux principaux, le gouvernement de São Paulo a confirmé au gouvernement fédéral la construction d'un people mover, qui relierait la ligne de la CPTM vers les trois terminaux de l'aéroport. Le ministre de l'Infrastructure, Tarcísio Gomes de Freitas, a déclaré que la construction du modal commencerait en septembre 2019, avec une livraison prévue pour 2021, cette ligne étant un monorail exploité par le concessionnaire GRU Airport. Malgré le discours du ministre, jusqu'à fin novembre 2019, il n'y a pas eu de confirmation officielle du début des travaux. La GRU Airport a ensuite déclaré que les propositions pour les projets de construction du people mover seraient analysées au début de 2020.

## Galerie de photographies

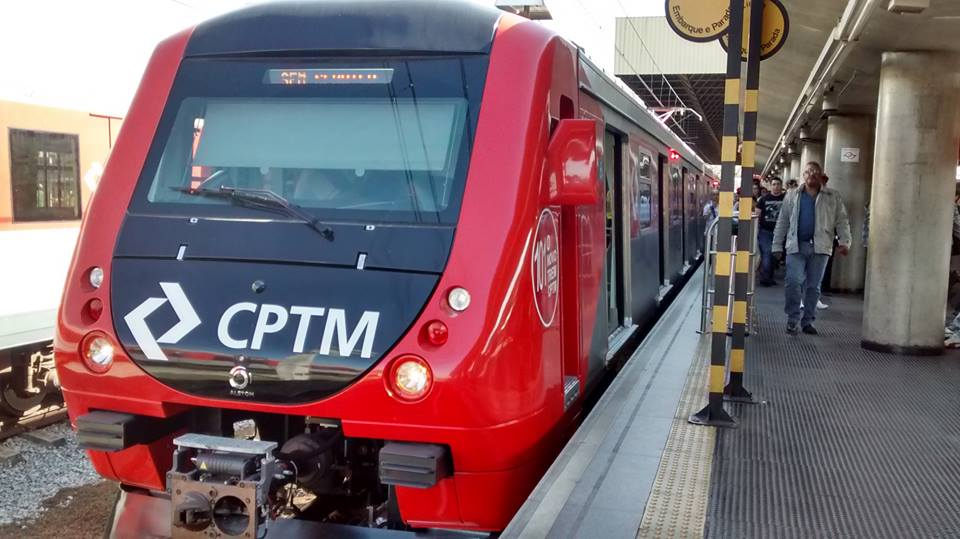
Rame série 9000
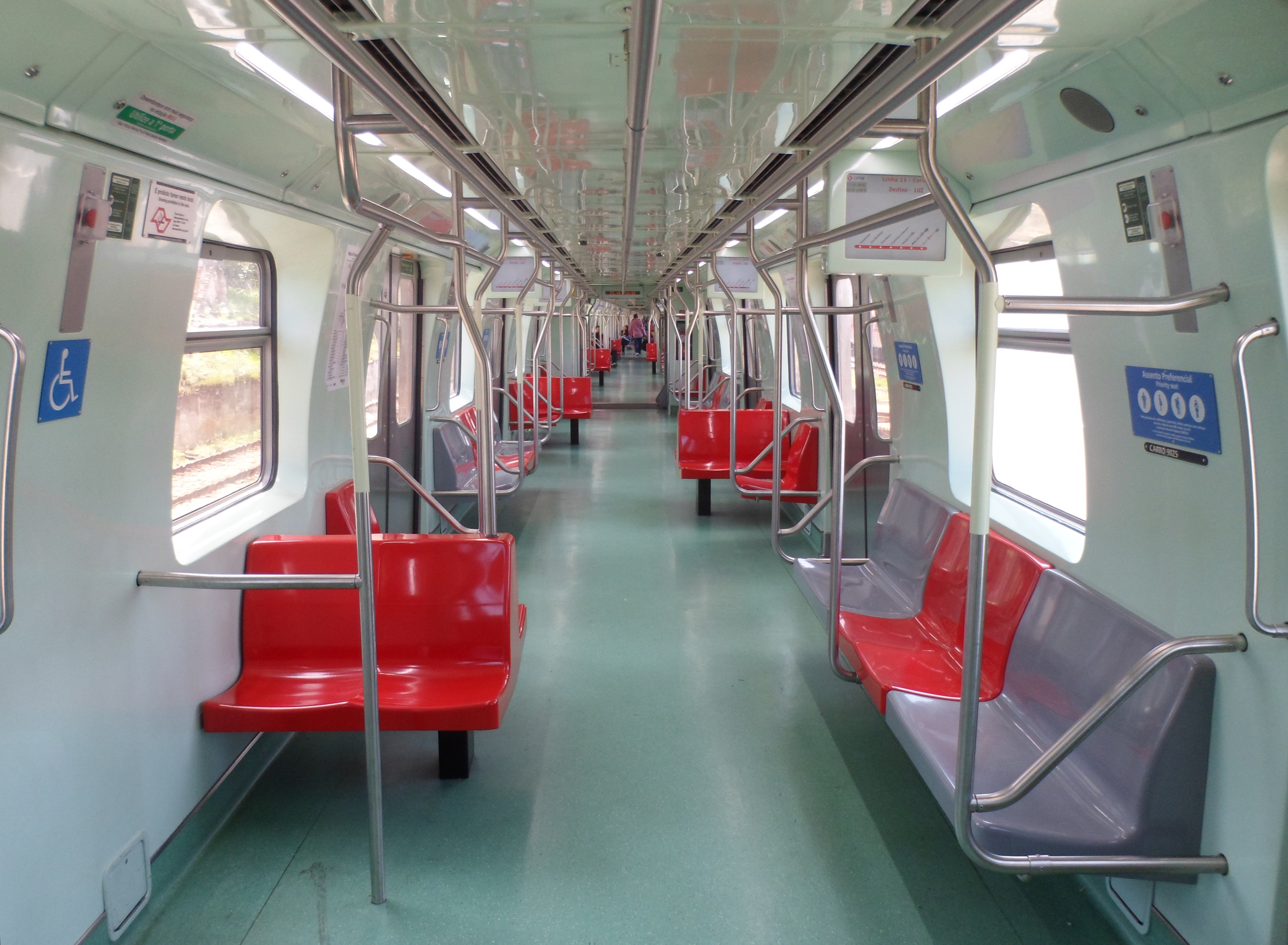
Salon des passagers de la série 9000